# Fortune 1000
Fortune 1000 — список найбільших компаній США за версією американського журналу «Fortune». До списку входять 1000 найбільших компаній США, які розташовані у списку за рівнем прибутку. Список дозволяє оцінити тенденції ринку.
| Рік створення списку | Сукупний виторг, млрд $ | Сукупний прибуток, млрд $ | № 1 у списку    | Виторг, млн $ | Прибуток, млн $ |
| -------------------- | ----------------------- | ------------------------- | --------------- | ------------- | --------------- |
| 2006                 | 10 271                  | 693                       | ExxonMobil      | 339 938       | 36 130          |
| 2007                 | 11 187                  | 865                       | Wal-Mart Stores | 351 139       | 11 284          |
| 2008                 | 11 975                  | 724                       | Wal-Mart Stores | 378 799       | 12 731          |
| 2009                 |                         |                           | ExxonMobil      |               |                 |
| 2010                 |                         |                           | Wal-Mart Stores |               |                 |
| 2011                 |                         |                           | Wal-Mart Stores |               |                 |
| 2012                 |                         |                           | ExxonMobil      |               |                 |
| 2013                 |                         |                           | Wal-Mart Stores |               |                 |
| 2014                 |                         |                           | Wal-Mart Stores | 476 300       |                 |